# Rond-point de Valpaços
Le rond-point de Valpaços est une voie de communication située à La Garenne-Colombes (Hauts-de-Seine).

## Situation et accès
À ce rond-point, convergent la rue Sartoris, la rue de l'Aigle, la rue de Plaisance et la rue d'Estienne-d'Orves.

## Origine du nom
Ce rond-point tient son nom de la ville de Valpaços au Portugal, avec laquelle La Garenne-Colombes est jumelée depuis le 5 juin 2004.

## Bâtiments remarquables et lieux de mémoire
- Garenne de Colombes ;